# آقباستائو
آقباستائو (قزاقی: Ақбастау) یک رودخانه در استان پاولودار و استان قراغندی کشور قزاقستان است.